# Ouvéa
Ouvéa ist ein Atoll, das zu den Loyalitätsinseln östlich von Neukaledonien im Pazifischen Ozean gehört.

## Geographie
Ouvéa ist ein gehobenes Atoll, wobei nur der östliche Rand gehoben ist und an der Ostseite steile, bis zu 46 Meter hohe Klippen aufweist. Dieser besteht im Wesentlichen aus der Hauptinsel und bei weitem größten Insel Ouvéa, sowie drei weiteren Inseln, die zusammen mit Ouvéa einen nahezu geschlossenen Landbogen auf der Ostseite des Atolls bilden, mit einer Bogenlänge von mehr als 50 km. Dies sind Unyee im Norden sowie Faiava (Fayawa, Wasau) und Mouli im Süden. Diese kleineren Inseln sind von der Hauptinsel nur durch enge Passagen getrennt, die nur für kleine Boote geeignet sind.
Die Hauptinsel erstreckt sich über 37 km von Nord nach Süd, unter Berücksichtigung des nach Osten ausgestülpten Bogens über 42 km. Sie ist im Norden maximal 7,7 km breit. In der Mitte jedoch verengt sie sich durch die luvseitige Baie de Fayaoue auf 420 Meter und kann deshalb als Doppelinsel bezeichnet werden. Ouvéa verfügt über einen 25 km langen Sandstrand, der von Mouli im Süden bis Anawa im Norden reicht.
Die Nordseite des Atolls wird durch etwa 18 kleine Inseln gebildet, die sich über 30 km westwärts von Unyee erstrecken und die unter dem Namen Pléiades du Nord oder Motu Oo Weneki bekannt sind. Größte Insel dieser Kette ist Angeü (Degouala, Île Agnéhu).
An der Südwestseite des Atolls liegen die Pléiades du Sud oder Motu Oo Muli, etwa neun Inseln, die sich über rund 25 km erstrecken. Die größte Insel der Pléiades du Sud ist Bagaat (Long Island) im Westen der Kette.
Die Pléiades du Nord und Pléiades du Sud konvergieren zur offenen Westseite des Atolls, wo sich die fünf Kilometer breite Passe d’ Anémata (Ngutu Kaiava Efa) befindet, die größte Passage in die Lagune.
Im Süden der Insel Ouvéa befindet sich in der Nähe des Dorfes Lékiny die Steilküste Falaises de Lékiny mit ihren Grotten. Der See Trou Bleu d'Anawa am Rande des Dorfes Anawa hat einen unterirdischen Zufluss vom Meer. Im See, dessen Name "Blaues Loch von Anawa" bedeutet, und der bei einem Durchmesser von 30 m rund 30 m tief ist, leben Meeresschildkröten.
Ein sehr kleiner vegetationsloser Cay (Oüdetr oder Uadi) liegt südlich der Pléiades du Nord, 1,7 km südöstlich von Motu Veolia, innerhalb der Lagune. Die Lagune hat eine Fläche von 850 km² und ist maximal 44 Meter tief. Die Gesamtfläche des Atolls beträgt 1050 km².
| Östlicher Hauptinselbogen von Norden nach Süden                  | Lagune          |
| ---------------------------------------------------------------- | --------------- |
| - Unyee (Ueneti) - Ouvéa - Faiava (Fayawa, Wasau) - Mouli (Muli) | - Oüdetr (Uadi) |

| Pléiades du Nord (Motu Oo Weneki) von Osten nach Westen | Pléiades du Sud (Motu Oo Muli) von Südosten nach Nordwesten                                                                                        |
| --- | --- |
| - Weibiny (North) - Motu Niu (Whale) - Motu Fatu (Tortoise) - Motu Awa (Fatuba) - Motu Waaünyi - Motu Veiloa - Hnyeekon Puu - Wenyöök (Pine) - Hoo Loom (Lizard) - Île de la Table (Hoo) - Waadeü - Angeü (Degouala, Île Agnéhu) - Jehuten - Les Jumeaux (Laupuka, The Twins) - Dolmen Rock - Île Haute (High) - Anemëëc (Anemata) | - Gece (Gueti) - Gee (Gue) - Motu Waaünyi (Motua Ini) - Angemëëc (Styx) - Su - Üjeeteetr - Bagaat (Long) - Banya Sud (Middle) - Banya Nord (Round) |

## Verwaltung
Ouvéa bildet mit dem kleinen unbewohnten Nachbaratoll Beautemps-Beaupré-Atoll (15 Kilometer nordwestlich) die gleichnamige französische Kommune in Neukaledonien. Die Kommune hat 3392 Einwohner (2009) auf einer Fläche von 132,1 km². In Wadrilla, dem Hauptort der Insel, befindet sich der Sitz der Kommunalverwaltung (Mairie). Ursprünglich war Fayaoué Verwaltungssitz der Insel. Heute befindet sich in Fayaoué die Polizeistation (Gendarmerie).

## Traditionelle Gliederung

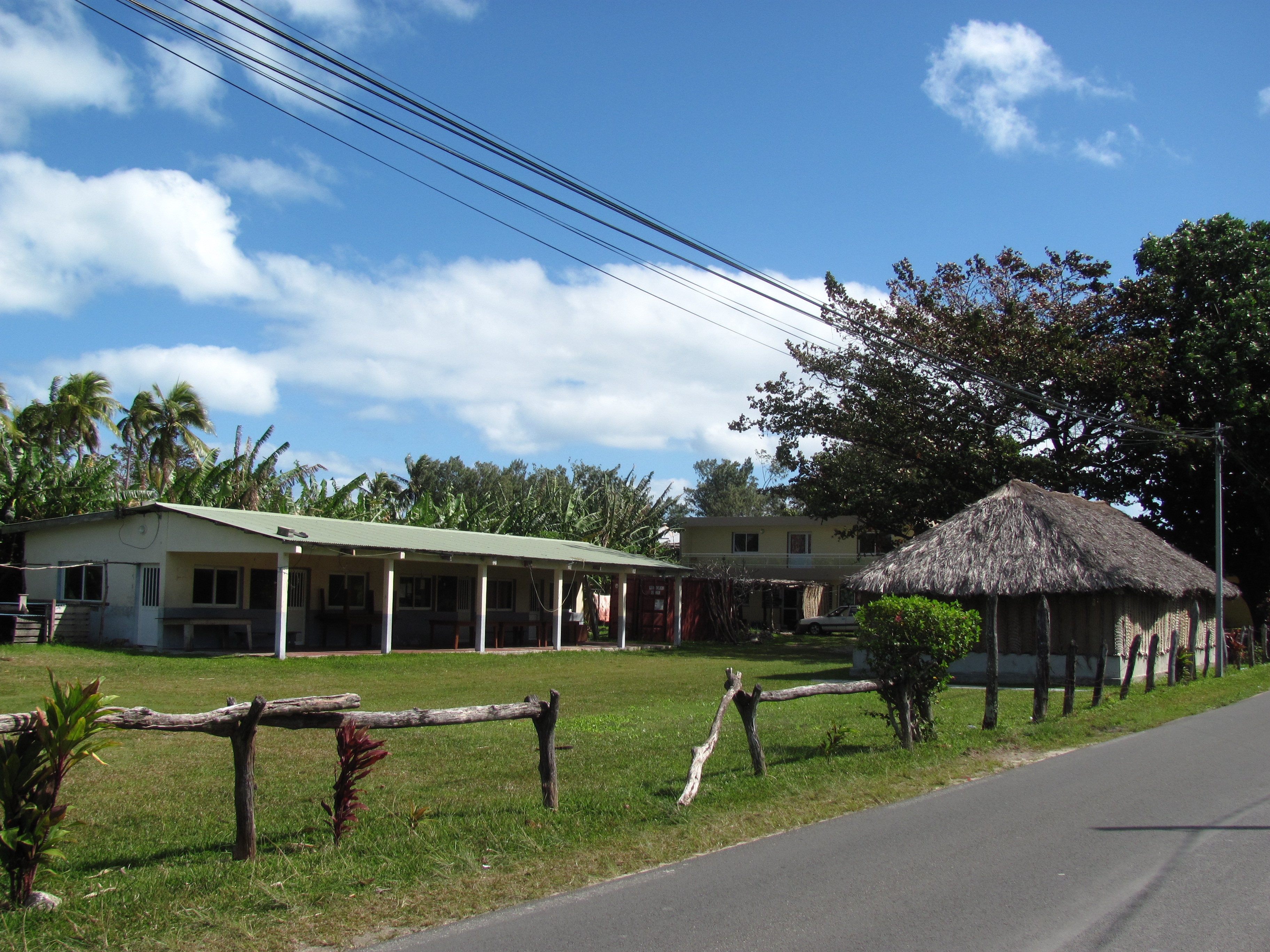
Ev. Kapelle in Banoutr

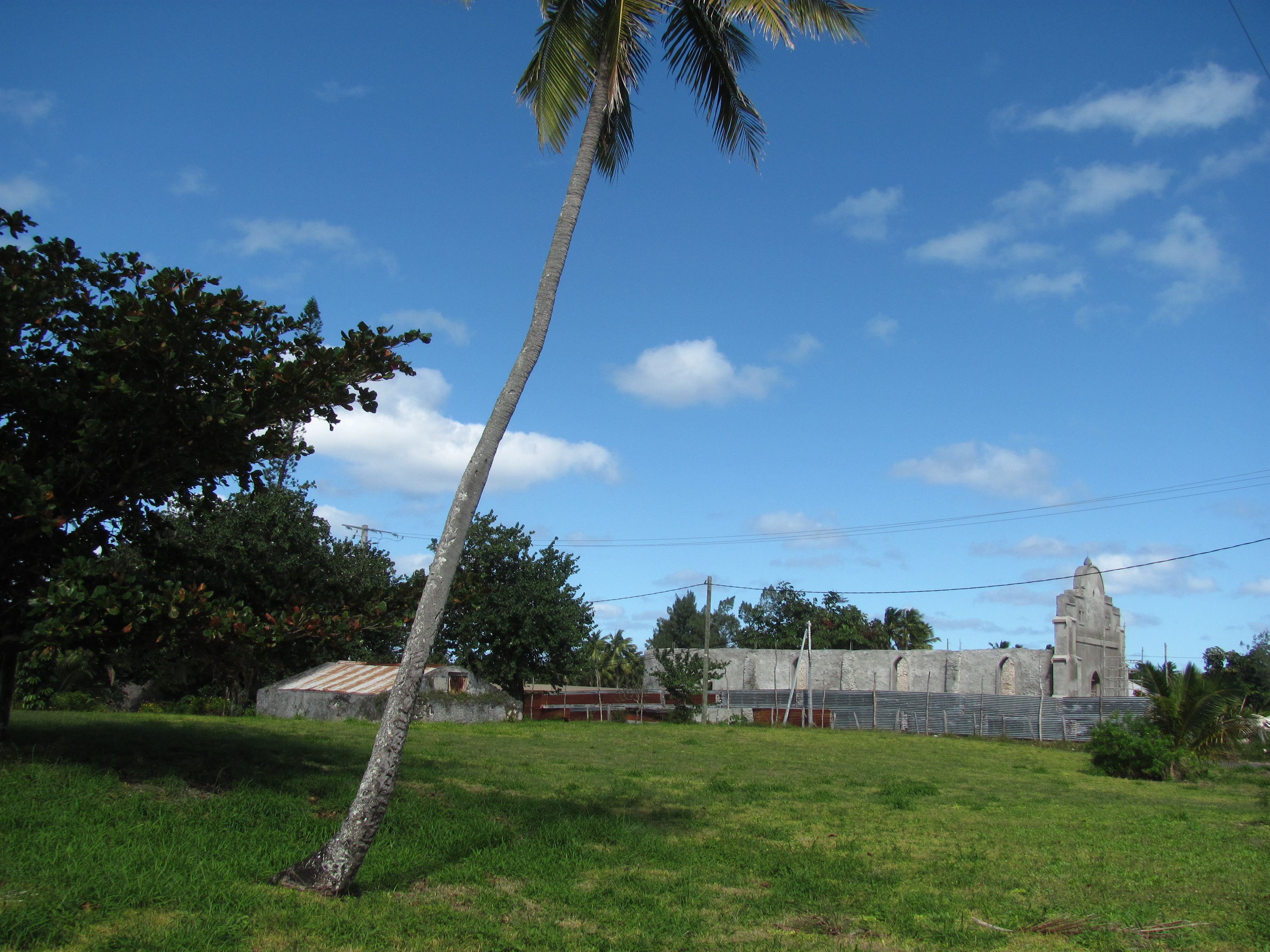
Kirchenneubau in Banoutr

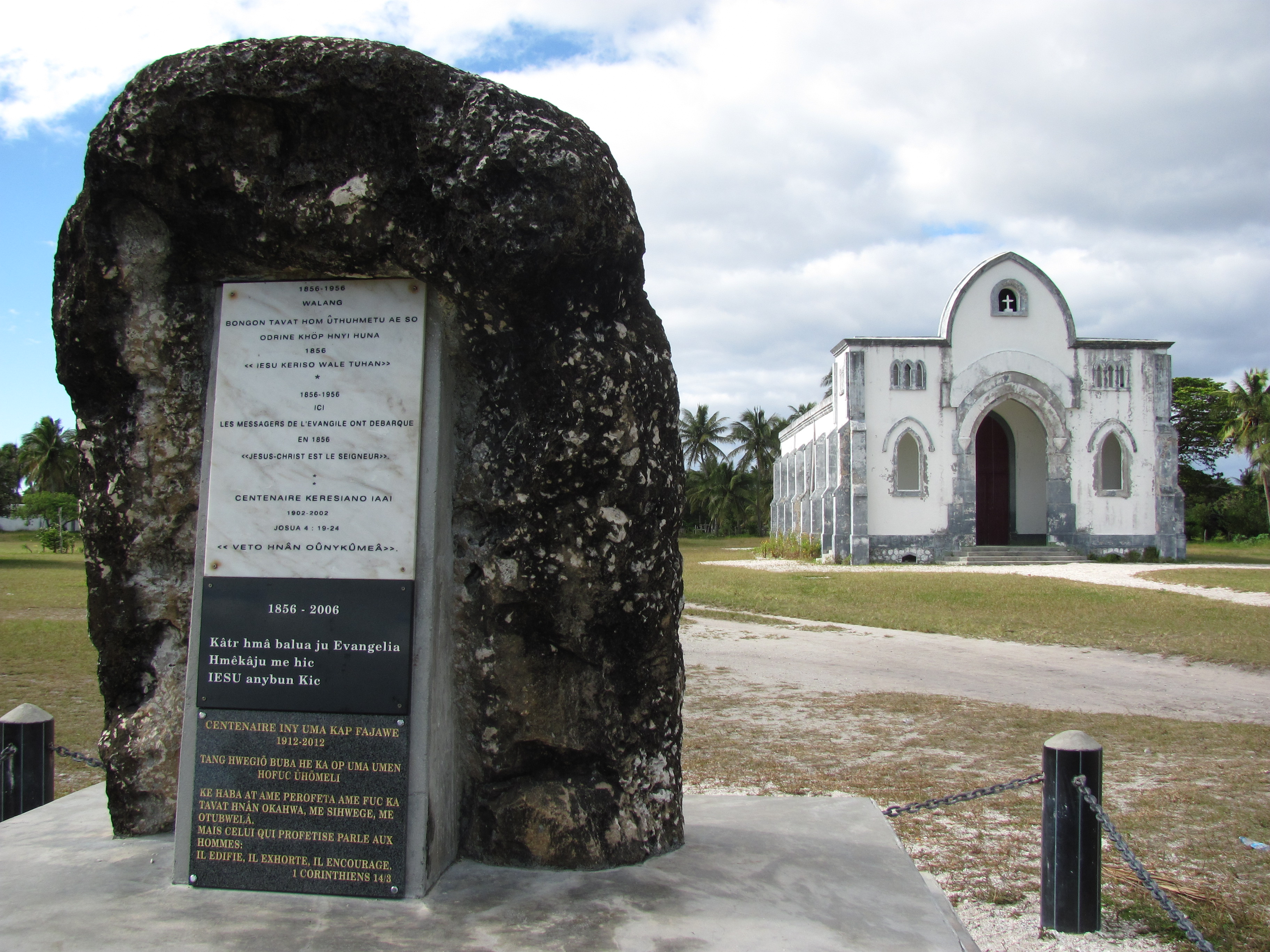
Ev. Kirche in Fayaoué

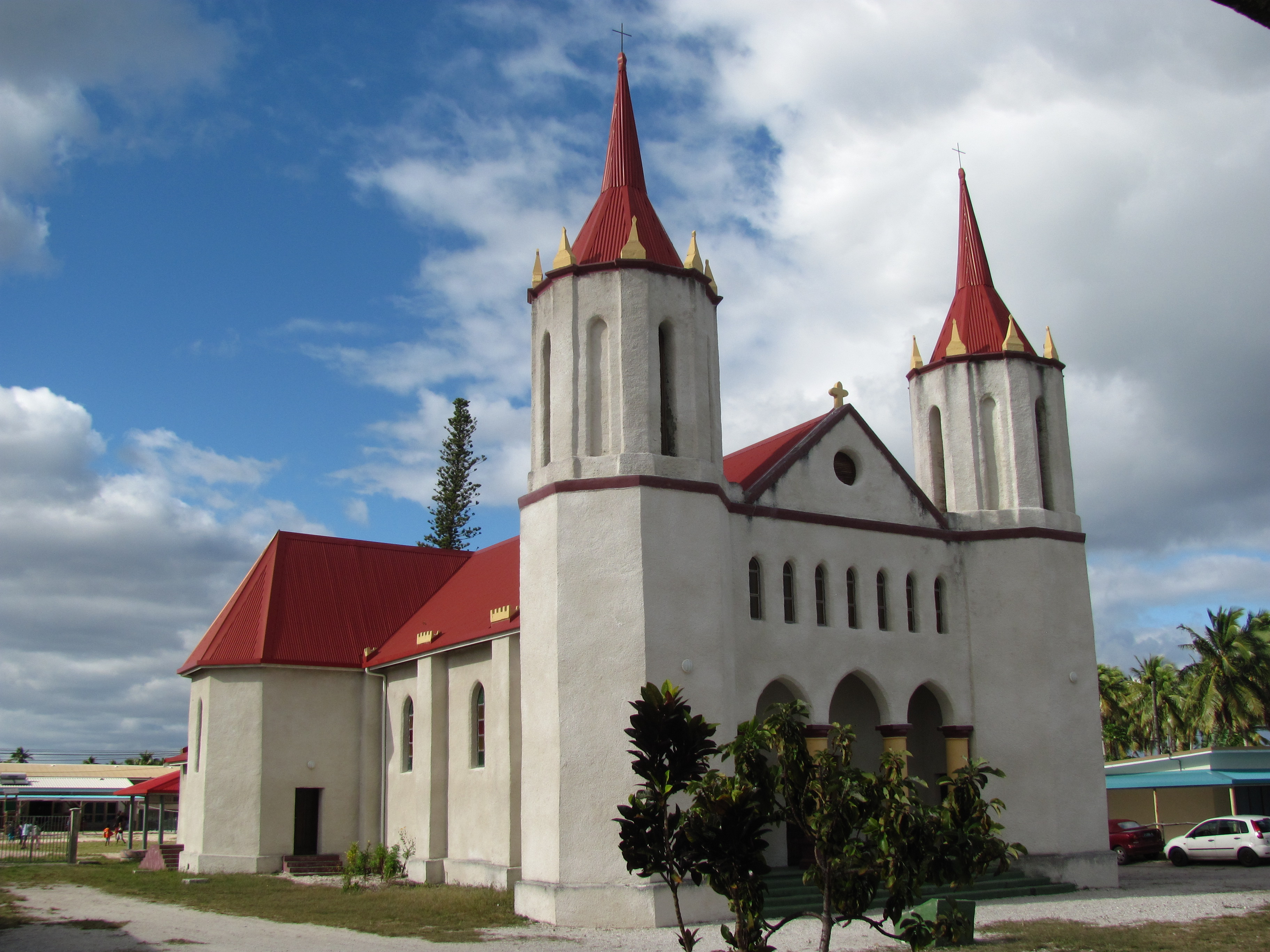
Kath. Kirche in Fayaoué

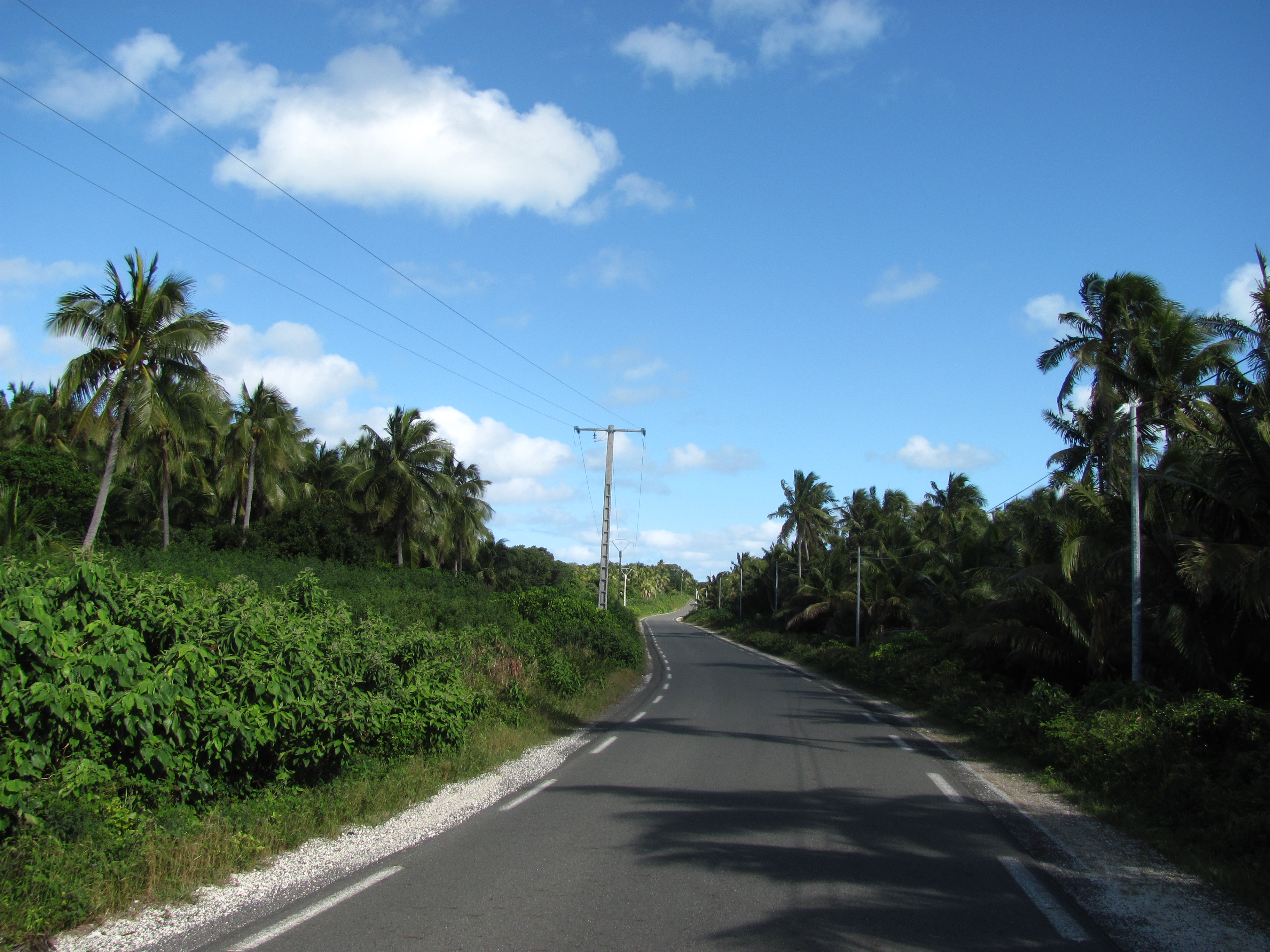
Nord-Süd-Straße bei Wadrilla

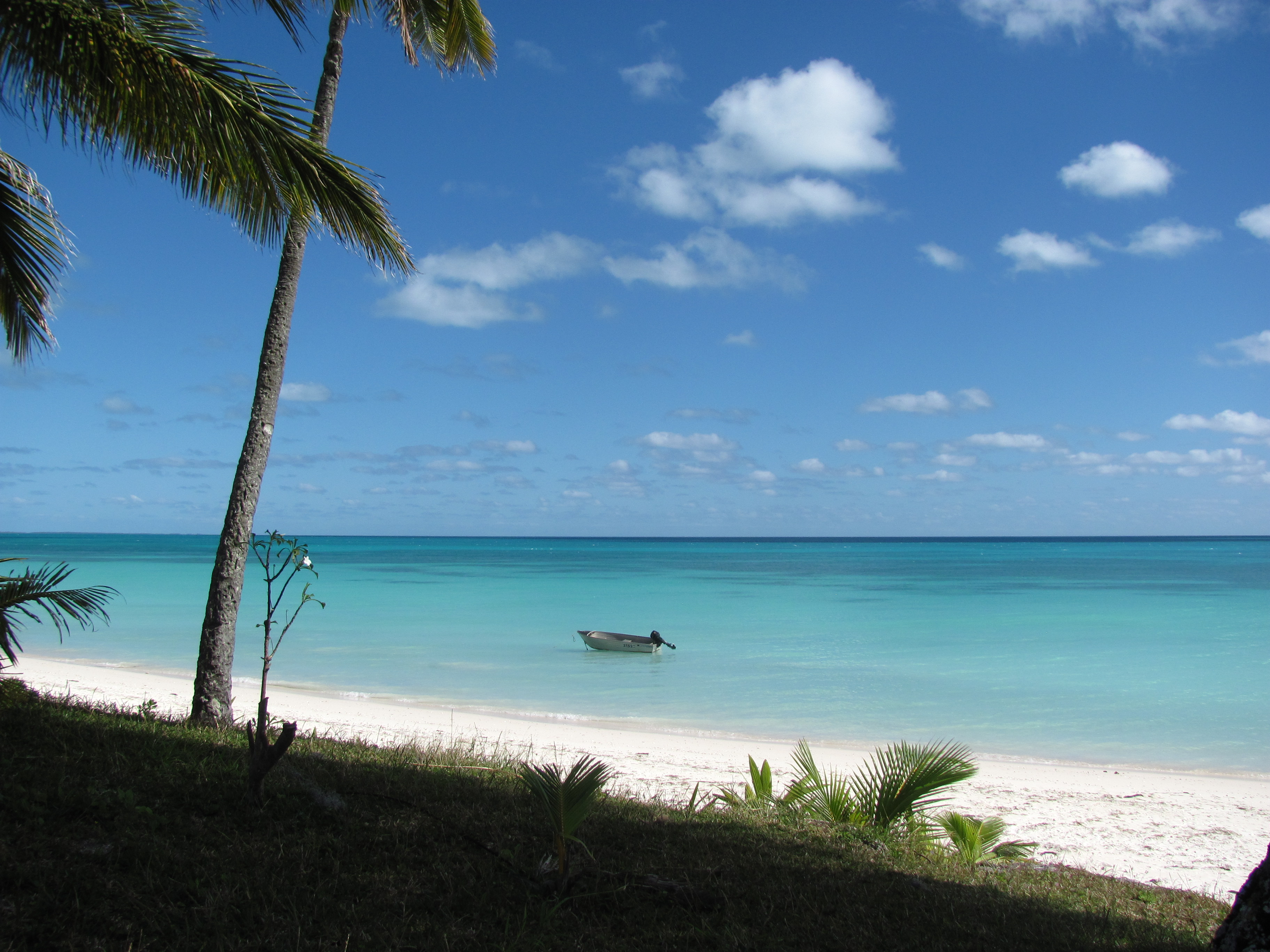
Strand am Rand von Wadrilla.

Ouvéa wird traditionell in fünf districts coutumiers (Häuptlingstümer) gegliedert:
| Distrikt     | Bewohner 1996 | Lage                                                |
| ------------ | ------------- | --------------------------------------------------- |
| Fayaoué      | 1975          | zentral, enthält Wadrilla                           |
| Mouli        | 640           | Südwesten, Faiava, Mouli                            |
| Imone        | 247           | Nordosten                                           |
| Saint Joseph | 777           | Nordosten/Nordwesten, sowie Beautemps-Beaupré-Atoll |
| Takedji      | 205           | mittlerer Norden                                    |
| Ouvéa        | 3844          |                                                     |

## Geschichte
Ein für die politische Entwicklung Neukaledoniens historisch bedeutendes Ereignis fand auf der Insel im Jahr 1988 statt. Am 22. April stürmten Separatisten der Kanakische und sozialistische Front der nationalen Befreiung (FLNKS) die Gendarmerie von Fayaoué und ermordeten vier Gendarmen. Die 16 überlebenden Polizisten wurden in eine Höhle verschleppt. Anschließend nahmen die Separatisten nacheinander sieben weitere Geiseln, darunter ein Richter, und sperrten sie dazu. Am 5. Mai unternahmen 75 Sondereinsatzkräfte der Antiterror-Einheit GIGN eine Befreiungsaktion, bei der 19 Separatisten und zwei Einsatzkräfte ums Leben kamen. Diese Bluttaten führten nur einen Monat später zum Matignon-Friedensabkommen zwischen der FLNKS und den Unabhängigkeitsgegnern. An die 19 bei der Befreiung der Geiseln getöteten Separatisten erinnert ein Denkmal in Wadrilla.

## Wirtschaft
3000 ha der Hauptinsel Ouvéa sind von Kokosplantagen bedeckt, die einen nicht unerheblichen Wirtschaftsfaktor bilden. Auf Ouvéa werden aus Kokosfasern Seile hergestellt, und am Fähranleger nördlich von Wadrilla werden in einer Destillerie Kokosöl gewonnen und Seife hergestellt. In der Nähe von Fayaoué wird im Dorf Saint Paul Vanille angebaut. Die Plantage und der Betrieb Vanilleraie, in dem verschiedene Produkte aus Vanille hergestellt werden, können besichtigt werden.
Ouvéa hat sich dem nachhaltigen Tourismus in Form von kleineren Gästehäusern und Zeltplätzen geöffnet, wobei die Gäste in Hütten untergebracht werden, die im traditionellen Stil erbaut sind. Das Preisniveau ist höher als auf der Hauptinsel Neukaledonien und den Nachbarinseln.
Abgesehen von den Kokosplantagen ist die Landwirtschaft auf Ouvéa nur von geringer Bedeutung, da der Boden sandig und nicht allzu fruchtbar ist. Neben Kokospalmen gedeihen an Nutzpflanzen am ehesten Bananen. Bis zur Fertigstellung der Meerwasserentsalzungsanlage 1994 war Süßwasser knapp auf Ouvéa. Felder oder Äcker wurden nicht angelegt. Auch die Viehzucht ist von untergeordneter Bedeutung, auf Ouvéa gibt es nur einige wenige Kühe. Fischerei wird nur in kleinen Booten für den Eigenbedarf betrieben.

## Verkehr
Der Fähranleger befindet sich ca. 5 km nördlich von Wadrilla. Vom Flugplatz der Insel, der 6 km östlich von Fayaoué liegt, besteht zweimal täglich eine Flugverbindung nach Nouméa. Öffentliche Verkehrsmittel gibt es auf Ouvéa nicht, die Unterkunftsbetriebe können jedoch Zubringerdienste zum Flugplatz oder Inselrundfahrten vermitteln. Auch Mietwagen und einige Taxis stehen zur Verfügung.
Das Straßennetz auf Ouvéa ist gut ausgebaut und asphaltiert. Die meisten Häuser befinden sich jedoch nicht unmittelbar an den Asphaltstraßen, sondern an davon abzweigenden kleineren, nicht ausgebauten Stichstraßen. Straßennamen oder Hausnummern sind nicht vorhanden.

### Pont de Mouli
Die Mouli-Brücke verbindet die kleine Insel Mouli mit Ouvéa. Aufgrund ihrer einzigartigen landschaftlich reizvollen Lage zwischen den von weißen Sandstränden umrandeten, mit üppigem Grün bedeckten Inseln und dem türkisfarbenen Meer wurde sie von der Tageszeitung Le Figaro 2022 als „der instagramabelste Spot des Archipels“ bezeichnet. Von der Brücke aus bietet sich ein Blick auf die Kalkfelsen von Lekiny, unter ihr befindet sich eine außergewöhnliche Unterwasserfauna mit Rochen, Barracudas, Haien, Schildkröten und Schwärmen bunter Fische. Sie wurde 1984 errichtet und seit 2020 durch eine neue Konstruktion ersetzt. Alle metallischen Bauteile, mit einem Gewicht von 600 Tonnen, wurden in Frankreich hergestellt und verschweißt, anschließend mit dem Schiff nach Ouvéa gebracht und dort zusammengebaut. Die Seiten des 180 m langen und 13 m breiten Bauwerks wurden mit Fresken einheimischer Künstler verziert. Die Erneuerung wurde im Juni 2023 abgeschlossen und weist nun zwei Fahrspuren auf. Die Kosten von drei Milliarden CFA-Francs werden zum größeren Teil vom französischen Staat, der Rest von der Provinz Loyalitätsinseln übernommen. Die alte Konstruktion wurde im Oktober 2023 abgerissen.

## Bevölkerung
Der Zensus 2019 ergab 3401 Einwohner, die sich auf folgenden Ethnizitäten zusammensetzen: 
| Ethnische Verteilung | Ethnische Verteilung | Ethnische Verteilung | Ethnische Verteilung | Ethnische Verteilung |
| -------------------- | -------------------- | -------------------- | -------------------- | -------------------- |
| Kanaken              | gemischt             | Europäer             | Polynesier           | Andere               |
| 91,0 %               | 4,0 %                | 0,5 %                | 0 %                  | 4,6 %                |

## Sprachen
Die einheimischen Sprachen sind Iaai, eine melanesische Sprache, und Faga Uvea, eine polynesische Sprache, die im 18. Jahrhundert von Einwanderern der Insel Wallis importiert wurde.

## Kirchen
Die verschiedenen Kirchen der Insel bezeugen die ungebrochene, ausgeprägte Religiosität der Einheimischen. Die aus Stein oder Korallenkalk gebauten, weithin sichtbaren Gotteshäuser bilden einen auffallenden Kontrast zur traditionellen Architektur aus flachen, ebenerdigen Häusern. Die katholische Kirche in Fayaoué, dem Hauptort Ouvéas, mit ihren beiden Türmen und dem roten Wellblechdach wurde 1903 erbaut. Vor der evangelischen Kirche in Fayaoué erinnert ein Denkmal in mehreren Sprachen an das hundertjährige Bestehen der evangelischen Mission (1856–1956). In Mouli im Süden Ouvéas erhebt sich die katholische Kirche von 1896 am Ende einer Allee aus Araukarien, neben der Kirche befindet sich ein Marienheiligtum, das an die Grotte von Lourdes erinnert. In Banoutr in der Mitte Ouvéas ist eine neue evangelische Kirche im Bau, in deren Nähe sich noch die zu klein gewordene Kapelle im traditionellen Baustil befindet: Wände und Dach sind aus Palmenblättern geflochten.

## Karte

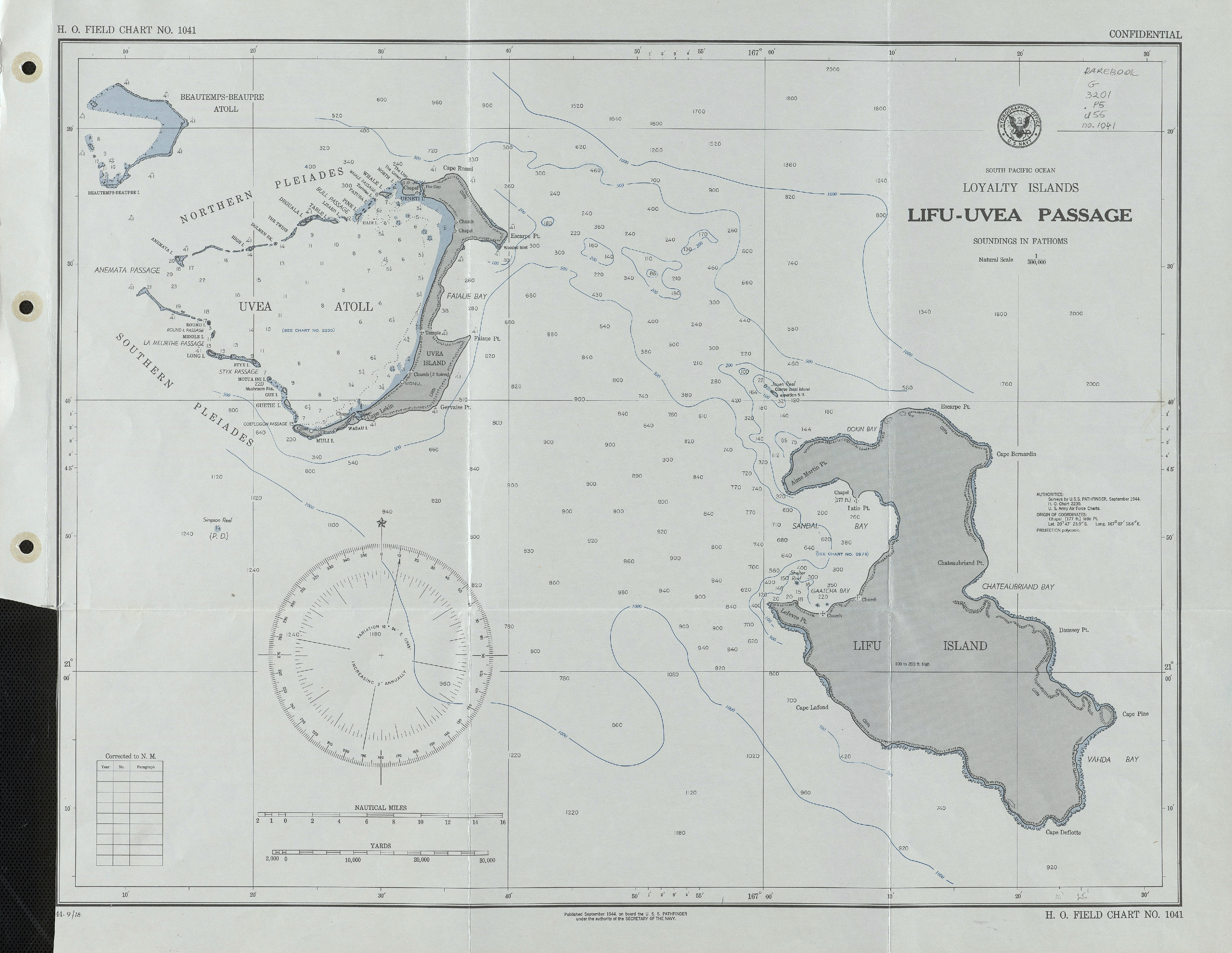
Seekarte von Lifou und Ouvéa